# Cucullaea
Cucullaea is een geslacht van mollusken, dat fossiel bekend is vanaf het Vroeg-Jura. Tegenwoordig zijn er van dit geslacht nog talrijke levende soorten bekend.

## Beschrijving
Deze tweekleppige arkschelp heeft een buikige schelp met opvallende radiaire lijnen op het schelpoppervlak, een rechte slotrand en een uitstekende wervel. Beide kleppen zijn bezet met een rij tanden, waarvan de middelste tanden klein en verticaal zijn, terwijl de buitenste tanden langer en horizontaal afgebogen zijn. De lengte van de schelp bedraagt ongeveer 4 cm.

## Leefwijze
Dit geslacht bewoont koude zeeën, in zandige bodems.

## Soorten
- Cucullaea attenuata Hutton, 1873 †
- Cucullaea australis (Hutton, 1885) †
- Cucullaea barbara Finlay & Marwick, 1937 †
- Cucullaea granulosa Jonas, 1846
- Cucullaea hamptoni Marwick, 1965 †
- Cucullaea inarata Finlay & Marwick, 1937 †
- Cucullaea labiata (Lightfoot, 1786)
- Cucullaea petita Iredale, 1939
- Cucullaea ponderosa Hutton, 1873 †
- Cucullaea singularis Zittel, 1865 †
- Cucullaea vaga Iredale, 1930
- Cucullaea waihaoensis R. S. Allan, 1926 †
- Cucullaea worthingtoni Hutton, 1873 †